# 땅꾼자리

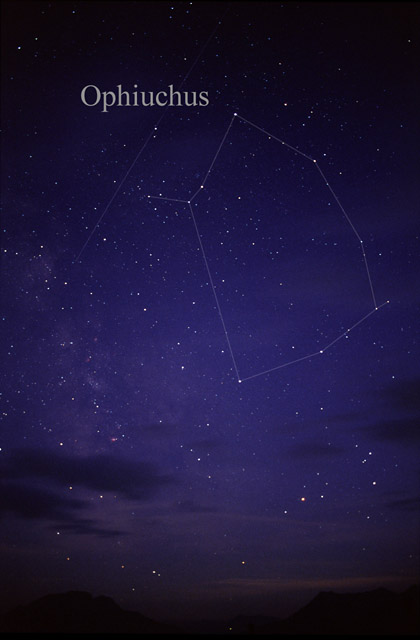
밤하늘의 뱀주인자리

땅꾼자리 또는 뱀주인자리(라틴어: Ophiuchus 오피우쿠스[*])는 뱀을 들고 있는 형상의 별자리로, 프톨레마이오스의 48별자리 중 하나였다. 황도대에 있어 황도13궁이라고 불리기도 한다.
이 별자리는 천구의 적도 부근, 은하수 중심의 북서쪽에 위치한 큰 별자리로, 독수리자리, 뱀자리, 헤라클레스 사이에 놓여 있다. 남쪽에는 전갈자리가 서쪽에, 궁수자리가 동쪽에 있다.
동아시아의 별자리에서는, 이 영역은 천시원의 안쪽과 남쪽 입구 부근에 해당된다.

## 특징
이 별자리는 오리온자리의 반대편에 있으며, 여름 저녁 하늘에서 주로 볼 수 있다. 뱀주인자리의 중간이 뱀자리를 둘(Serpens Caput, Serpens Cauda)로 나눈다. (물론, 뱀자리는 하나의 별자리로 간주된다.)

## 별과 천체
- 가장 밝은 별은 α성인 라스 알하게(Rasalhague)이다.
- 뱀주인자리 λ성(마르피크, Marfic)은 삼중성으로, 뱀주인의 팔꿈치 부근에 있다.
- 뱀주인자리 RS성은 주기적으로 폭발하는 신성(반복신성)으로, 밝기가 불규칙적으로 며칠만에 수백배 정도 증가한다. 이 별은 지금까지 6회 폭발이 관측되었고 Ia형 초신성이 되기 직전으로 보인다.
- 바너드별은 약 5.9광년 떨어져 있어, 알파 센타우리 이중성과 프록시마 센타우리 다음으로 태양에서 가깝다. β성 왼쪽에 위치한다.

2007년 4월, 천문학자들은 스웨덴이 제작한 '오딘(Odin)' 위성이 뱀주인자리에서 산소 분자의 구름을 처음으로 찾아냈다고 발표하였다.
이 외에, 이름이 붙여진 별은 다음과 같다.
- β성: 세발라이 (Cebalrai)
- γ성: 물리페인 (Muhlifain)
- δ성: 예드 프리어 (Yed Prior)
- ε성: 예드 포스테리어 (Yed Posterior)
- η성: 사빅 (Sabik)

### 어두운 천체들
- 산개성단: IC 4665, NGC 6633,
- 구상성단: M9, M10, M12, M14, M19, M62, M107
- 성운: IC 4603-4604
- 은하계 충돌 잔해(이중은하): NGC 6240
- ρ성 부근은 활발하게 별이 형성되는 분자운이 있으며, 사진에는 암흑성운으로 나온다.

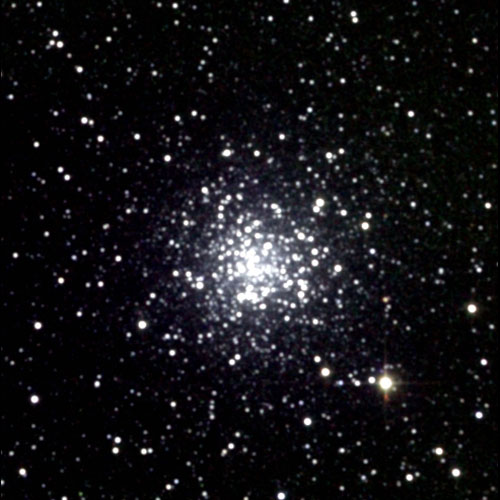
M9 구상성단
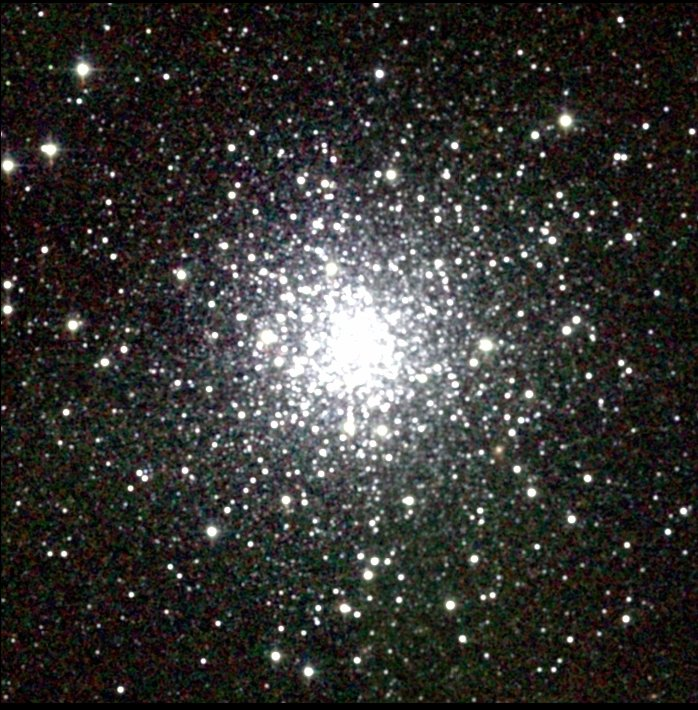
M10 구상성단
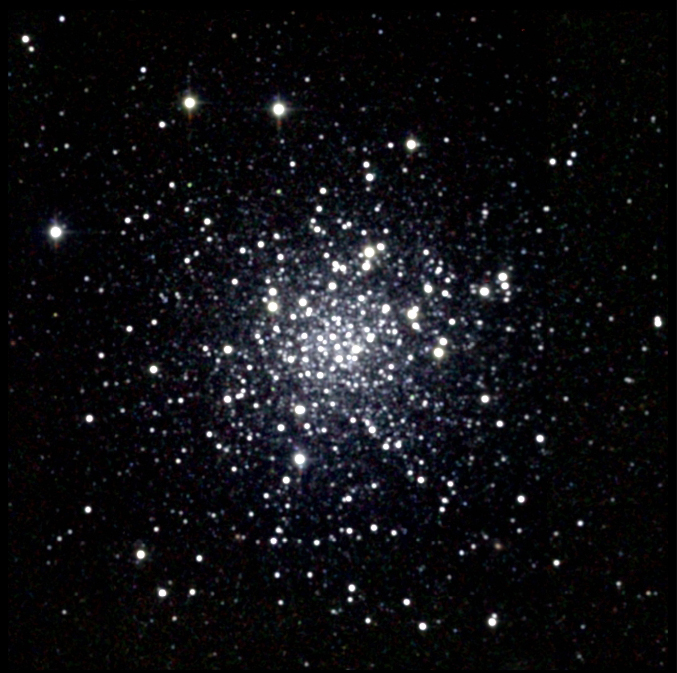
M12 구상성단
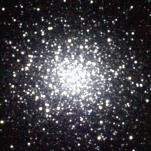
M14 구상성단
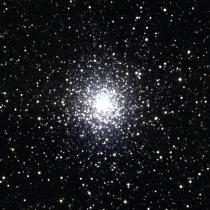
M19 구상성단
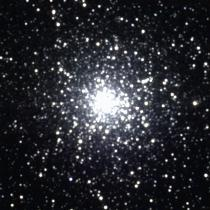
M62 구상성단
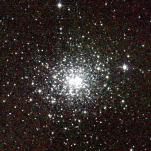
M107 구상성단
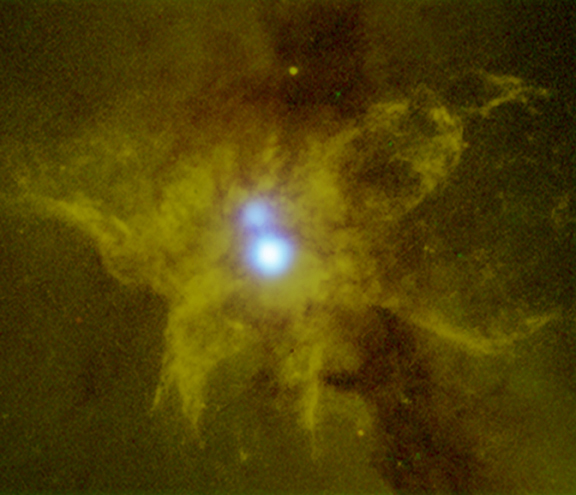
NGC 6240 X-선 사진

## 역사
뱀주인자리를 같은 의미의 라틴어인 Serpentarius라 부르기도 했다. 황도대 중에서 뱀주인자리만이 점성술에서 빠졌다.

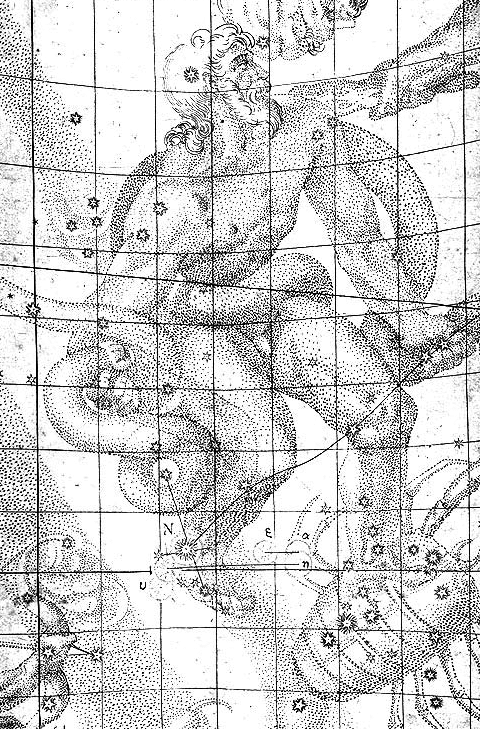
요하네스 케플러의 뱀주인자리 그림

뱀주인자리에서 있었던 일 중 역사상 가장 중요한 것은 1604년의 초신성이다. 그 폭발은 뱀주인자리 θ성 부근에서 1604년 10월 9일에 처음 관측되었다. 요하네스 케플러는 10월 16일 이를 처음 보았고, 많은 연구를 하여 이 초신성은 '케플러 초신성'이라 불리게 되었다. 그는 이 발견을 《뱀주인자리의 발 부분에 있는 신성》(De stella nova in pede Serpentarii)라는 제목으로 출간하였다. 갈릴레오는 이 잠시 동안의 출현을 하늘은 변하지 않는다는 아리스토텔레스의 가르침을 반박하는 데에 이용하였다.

## 신화
뱀주인자리에 대해서는 여러 가지 이야기가 있다.
가장 최근의 해석은, 뱀주인자리는 의술의 신인 아스클레피오스(Asclepius)라는 것이다. 그는 뱀이 다른 뱀에게 치료용 약초를 가져다 주는 것을 관찰한 후, 죽음을 다가오지 못하게 하는 비밀을 얻었다고 한다. 제우스는, 아스클레피오스의 보살핌 속에 전 인류가 불사신이 되는 것을 막기 위해 그를 죽였으나, 그의 선행을 기리기 위해 그의 모습을 하늘에 두었다고 한다. 뱀주인자리는 궁수자리에 매우 근접하여 있으므로, 한 때는 센타우루스와 관련이 있는 케이론(Chiron)으로 여겨지기도 했다. (케이론은 아스클레피오스의 스승이다.)
다른 이야기는, 별자리가 트로이아의 승려 라오콘(Laocoön)의 모습이라고도 한다. 그는 트로이 사람들에게 트로이 목마를 들여 놓지 말 것을 경고한 후에 신이 보낸 두 마리의 바다뱀에 의해 죽는다. 이 일은 후에 조각가들에 의해 대리석에 조각되었다.
세 번째 이야기는, 아폴론이 델포이의 신탁을 장악하기 위해 비단뱀과 함께 격투를 하였다는 것이다.
테살로니키 사람 포바스(Phorbas)가 로도스섬의 사람들을 뱀들에 의한 재난으로부터 구하고 그의 행적을 기려 하늘에 자리를 마련하였다는 이야기도 있다
그리고 또 다른 이야기에서는, 트립톨레모스가 카르나본의 집에 들렀을 때, 카르나본이 트립톨레모스의 용 한 마리를 죽이고, 다른 한 마리까지 죽이려 들자, 데메테르가 그를 용을 붙잡는 모습 그대로 별자리로 만들었다고도 한다..

## 같이 보기
- 뱀자리